# Semisulcospira pusilla
Semisulcospira pusilla is een uitgestorven slakkensoort uit de familie van de Semisulcospiridae. De wetenschappelijke naam van de soort werd voor het eerst geldig gepubliceerd in 2018 door Matsuoka en Miura.